# NGC 4220
NGC 4220 este o galaxie lenticulară situată în constelația Câinii de Vânătoare. A fost descoperită în 9 martie 1788 de către William Herschel. Se află la o distanță de 20,32 de megaparseci de Pământ.